# Psiloderces leucopygius
Psiloderces leucopygius là một loài nhện trong họ Ochyroceratidae. Loài này phân bố ở Sumatra.